# Abel Vázquez (atirador esportivo)
Abel Vázquez Raña (nascido em 18 de outubro de 1940) é um ex-atirador esportivo mexicano.

## Olimpíadas
Competiu na prova da carabina três posições de 50 metros do tiro dos Jogos Olímpicos de 1964.

## Vida pessoal
É irmão de Olegario, também atirador olímpico.